# 岡田奈奈 (AKB48)
岡田奈奈（日语：岡田 奈々，1997年11月7日—）是日本偶像藝人，為女子偶像團體AKB48前成員，曾兼任AKB48姊妹團體STU48成員。神奈川縣出身的岡田，與同期加入AKB48的小嶋真子、西野未姬一同被視為是團內新世代成員之中較受注目的重點人選，三人被歌迷合稱為「14期三劍客」之外，也受到製作團隊的重視，在研究生時代就被拔擢成為跨姊妹團體的研究生小分隊「小瓢蟲Chu!」的一員，擁有自己的專屬曲與電視節目。此外，過去曾擔任AKB48 Team 4副隊長以及STU48隊長，是AKB48集團中唯一有同時擔任正副隊長經驗的成員。畢業後以藝人身分為中心從事活動。

## 經歷

### 加入AKB48後
岡田奈奈在2012年5月13日通過AKB48第14期研究生甄選會，獲選成為AKB48的一份子，並於同年7月9日對外亮相，正式進入演藝圈。岡田的第一次舞台公演演出，是在8月19日的AKB48研究生公演「我的太陽」，當時還是研究生的14期生僅有擔任後方伴舞，並沒有參與主要的組曲演唱。
在六名同期的新生中，岡田與小嶋真子、西野未姬因為表現較突出而被歌迷稱呼為「14期三劍客」，此用法逐漸流傳開了之後，包括媒體乃至於自家的冠名節目企畫團隊，也跟著使用此稱呼。2013年5月，首度參與歌曲MV，並於單曲《再見自由式》B面曲《玫瑰的果實》中擔任注目度較高的前排成員位置。6月5日，首度參與演唱會演出，於日本武道館舉行的全研究生演唱會「早推得勝」登台表演。在7月20日於福岡巨蛋舉行的九州場次活動中，經營團隊突然宣佈岡田、小嶋、西野將與SKE48的北川綾巴、NMB48的澀谷凪咲、HKT48的田島芽瑠及朝長美櫻，七個人共同組成全為研究生的跨姊妹團體小分隊「小瓢蟲Chu!」。小瓢蟲Chu!在之後於7月31日於札幌巨蛋舉辦的北海道場次巡迴演唱中登台演唱了該小分隊的第一首專屬歌曲《只給你的Chu!Chu!Chu!》，該曲被收錄在AKB48的第33張單曲唱片《真心電流》的Type-B版本中作為B面曲。除了專屬曲外，富士電視台也自同年10月27日起開始播放由小瓢蟲Chu!主演的電視劇《女子高警察》。
在唱片作品的參與方面，岡田奈奈最早參與的AKB48歌曲是收錄在2012年10月發行的第28張單曲唱片《UZA》劇場版中的《朝向大人之路》（大人への道），是一首由13期、14期研究生共同演唱的合唱曲。之後岡田陸續參與過數張專輯的研究生合唱曲，但一直到第31張單曲《再見自由式》才首度登上受注目的位置。負責演唱第一B面曲《玫瑰的果實》的小分隊Under Girls是由小嶋菜月擔任MV的中央位置（center）成員，並由岡田奈奈與小嶋真子站其兩旁。站在前排的三人穿著紅色服裝，在其他穿著白色服裝的成員之中顯得特別醒目。
在2013年8月24日於東京巨蛋舉行的五大巨蛋巡迴演唱會倒數第二場活動之末尾，AKB48集團的劇場總經理戶賀崎智信登台宣布原本曾一度解散的AKB48第四個分隊Team 4要重新組成的消息。在這次的新分隊組成中，包括岡田奈奈在內的14期生一同獲得升格，成為AKB48的正式成員。
在正式升格之後，「三劍客」受到營運團隊重用的程度持續提升。2014年3月3日，因應6月中要在巴西開賽的世界盃足球賽，日本國家代表隊的官方球衣贊助商愛迪達發起稱為「圓陣企劃」（円陣プロジェクト）的應援活動，並選擇了三劍客與資深成員大島優子一同擔任圓陣大使。4月15日，小瓢蟲Chu!的首個冠名節目《小瓢蟲Chu!的讓全世界都迷上宣言！》開始於日本電視台播放。6月7日，於「AKB48第37張單曲選拔總選舉」中獲得15,873票，得第51位，首次進入圈內，並成為Future Girls一員。9月17日，於年度活動「AKB48家族 猜拳大會2014」中連勝三回之後，在第4回戰中敗給隊友岩立沙穗，獲得第14名的最終排名，順利入選該活動冠軍渡邊美優紀的個人出道單曲唱片《與其溫柔不如給我一個吻》之搭配B面曲《微弱春風》的演唱選拔成員。
2015年3月26日，於埼玉超級競技場舉辦的「AKB48春季單獨演唱會～次期總現正修行中！～」演唱會上宣布新的組閣人事異動，由岡田擔任Team 4副隊長一職。6月6日，於「AKB48第41張單曲選拔總選舉」中以23,237的票數獲得第29名，成為Under Girls一員。
2016年6月18日，於AKB48第45張單曲選拔總選舉中以43,318的票數獲得第14名，首次進入總選舉選拔組。12月31日，於第67回NHK紅白歌合戦特別企劃的「AKB48 夢の紅白選抜」中，獲得第32名。
2017年2月22日，宣佈兼任新成立的STU48成員，同晚在《AKB48的All Night Nippon》節目直播中被任命為STU48的隊長，成為48集團中第一位同時擔任正副隊長的成員。6月17日，於AKB48第49張單曲選拔總選舉中以48,143票的票數獲得第9名。
2018年1月16日，於TOKYO DOME CITY HALL舉辦第一場個人演唱會「岡田奈々ソロコンサート〜私が大切にしたいもの〜」。
2018年1月20日，於TOKYO DOME CITY HALL舉行的《AKB48集團 重溫時間 最佳曲目100 2018》第二日場次中，獲宣布為AKB48第51張單曲的Center（中心成員），首次在AKB48單曲擔任Center。
2018年1月24日，於AKB48第9張專輯『僕たちは、あの日の夜明けを知っている』的封面曲「靴紐の結び方」中擔任center。6月16日，於AKB48第53張單曲世界選拔總選舉中以75,067票獲得第5名，第一次進入神七。8月16日、發表將進行聲帶結節手術休養。10月19日開始，至10月28日上演的「マジムリ学園」舞台版，與小栗有以為雙主演。
2019年4月16日，在廣島國際客運碼頭參加STU48的船上劇場「STU48號」出航儀式後，參與船上劇場「GO!GO! little SEABIRDS!!」初日公演。
2020年1月18日，在東京巨蛋城表演廳舉行的「STU48选拔成员演唱会～尽量不沾染东京的习气回去。～」（STU48選抜メンバーコンサート～東京には染まらないで帰ります。～）上，岡田宣布任命今村美月接任STU48隊長，卸下STU48創團以來擔任近三年的隊長職務，但繼續以一般成員身分在STU48兼任。
2020年1月21日，與村山彩希、茂木忍、向井地美音一起於YouTube上開設「ゆうなぁもぎおんチャンネル」頻道。1月22日，與村山彩希於東京巨蛋城表演廳舉行AKB48集團首度雙人演唱會「YuuNaa單獨演唱會～無可取代的時間～」（ゆうなぁ単独コンサート ～かけがえのない時間～）。11月21日，「ゆうなぁもぎおんチャンネル」訂閱人數突破10萬人。
2021年7月7日，冈田奈奈开设个人Youtube频道，并在直播中宣布移籍至Avex Asunaro Company。同月15日宣布頻道名為“岡田奈奈的陷阱頻道（岡田奈々の落とし穴チャンネル）”。
2021年7月17日，岡田奈奈在TBS電視台節目《音樂日》表演第58張單曲《一切都成Rumor》前，宣佈自己擔任該單曲的Center（中心成員），這也是她繼《Ja-Ba-Ja》以來時隔3年再次擔任Center。12月8日，於『AKB48劇場16周年特別記念公演』中的組閣發表中，將成為向井地Team A成員。
2022年1月12日，在舞浜アンフィシアター舉辦的「第4回AKB48グループ歌唱力No.1決定戦」第四次出場，並獲得第一名。3月18日，「STU48 岡田奈々ラストコンサート〜Sailing day from NANA〜」举办，岡田於當日正式解除STU48兼任。
2022年7月3日，在東京昭和女子大学人見記念講堂舉辦個人演唱會「岡田奈々 10th Anniversary Concert ～Starting Over～」。
2022年7月10日，在神奈川縣民會堂舉辦個人演唱會「岡田奈々 10th Anniversary Concert ～Starting Over～」。11月23日，在Twitter上對週刊文春戀愛緋聞及「對粉絲作出背叛行為」作出道歉，同時宣佈將從AKB48畢業。
2023年1月27日至3月14日，举办个人巡演「岡田奈々 1st LIVE TOUR 2023 ～TIMELESS FLAG～」，在個人巡演首场演出中宣佈於4月1日及4月2日分別舉行畢業演唱會及畢業公演。
2023年4月1日，於神奈川縣民會堂舉辦畢業演唱會「岡田奈々 Congratulation concert～Thanks infinite～」。
2023年4月2日，在AKB48劇場上舉行畢業公演，結束十一年偶像生涯，畢業後將以藝人身分從事活動。

### AKB48畢業後
2023年11月7日，第一張個人專輯《Asymmetry》發售。

## 人物
岡田奈奈在同期成員中雖然不是年紀最長，但卻因個性認真嚴肅，而被推舉是14期生之中的領導者。在上電視節目時其他成員經常提及岡田的正經事蹟，例如在後台休息室中，會在同期成員不小心使用了較粗俗的對話用語時立刻糾正，對說話態度不適當的後輩新生說教，或是幫忙將成員們吃不完的食物吃光以免浪費，對營運團隊或劇場工作人員也保持異於同齡成員們的周到禮貌。這類的小故事在經周遭的人們反覆披露多次之後，逐漸變成岡田的個人特色與成員們揶揄她的搞笑梗，冠名綜藝節目《AKBINGO!》的製作團隊甚至特別針對岡田奈奈製作了一個專題「徹底驗證！岡田奈奈到底正經到什麼程度？」（徹底検証! 岡田奈々はどこまでマジメなのか!?，2013年11月26日播出），透過對幕後工作人員的採訪與偷拍岡田私下的言談舉止，介紹她的正經個性。此外，岡田曾經參加由日本南京玉簾協會主辦的南京玉簾課程，並於《小瓢蟲Chu!的讓全世界都迷上宣言！》第9集中演出。
雖然岡田表現得十分成熟，但她的魅力也迷倒了前輩岩田華，岩田更被小嶋真子揭發在岡田行時裝秀時說出「真想和她交往啊...」的話。
岡田奈奈在出道最初時使用的自我介紹用語是「無論何時何地都全力疾走！夢想成為你心中的第一位，我是14歲的14期研究生岡田奈奈。」（いつでもどこでも全力疾走！アナタの1番になりたい、14期研究生、14歳のなぁちゃんこと岡田奈々です。）
有吉弘行的節目中探討了岡田制定的規矩，其中包含不可隨便跟前輩親暱的搭話，因為曾有前輩一直被纏住覺得很困擾。再來是搭車時不能說話，因為曾被工作人員罵了說很吵。被吐槽應該只是工作人員當天心情不好。後來決定回去後再跟成員討論修改規矩。
岡田曾想從AKB48離開，常覺得自己比不上別人。有時沒有能傾訴的對象而一個人躲在廁所哭，壓力的結果導致罹患了飲食障礙症。後來察覺自己是真的很喜歡AKB48，自身不想把AKB48當成其它演藝事業的跳板，想在這個團體一直付出心力。
冈田的兴趣是收藏百合漫画，且曾隐晦的表示自己是双性恋者，并多次表态支持LGBT社群，还会在社群媒体和握手会上就性少数粉丝在现实生活中遇到的困境提出建议。而她與同屬Team 4的村山彩希感情要好，是AKB48團內公認的「情侶」（カップル）之一，常被合称为“彩蛇（ゆうなぁ）”，并以“彩蛇”名义在2020年举办两人的单独演唱会。

## 音樂作品

### 個人專輯
|                      | 發行日               | 單曲名稱             | Oricon 週榜最高名次  | 首周銷量             | 累計銷量             | 發售形態             | 產品編號                             | 版本                                     | 備註                 |
| Avex Asunaro Company | Avex Asunaro Company | Avex Asunaro Company | Avex Asunaro Company | Avex Asunaro Company | Avex Asunaro Company | Avex Asunaro Company | Avex Asunaro Company                 | Avex Asunaro Company                     | Avex Asunaro Company |
| -------------------- | -------------------- | -------------------- | -------------------- | -------------------- | -------------------- | -------------------- | ------------------------------------ | ---------------------------------------- | -------------------- |
| 1st                  | 2023年11月7日        | Asymmetry            | 第9名                | 9,508張              | 10,570張             | CD+BD CD             | AVCD-63529/B AVCD-63530 AVC1-63531/B | 初回限定盤 通常盤 ＠Loppi・HMV限定豪華盤 |                      |

### AKB48單曲
|      | 發行日期        | 單曲名稱                | 參與歌曲名稱              | 分隊名義                | 收錄版本           | MV       | 備註                     |
| ---- | --------------- | ----------------------- | ------------------------- | ----------------------- | ------------------ | -------- | ------------------------ |
| 28th | 2012年10月31日  | UZA                     | 朝向大人之路 （大人への道）         | 研究生                  | 劇場盤             |          |                          |
| 29th | 2012年12月05日  | 永遠的壓力 （永遠プレッシャー）         | 我們的Reason （私たちのReason）         |                         | 劇場盤             |          |                          |
| 30th | 2013年02月20日  | So long!                | 強大的花 （強い花）             | 研究生                  | 劇場盤             |          |                          |
| 31st | 2013年05月22日  | 再見自由式 （）         | 玫瑰的果實 （バラの果実）           | Under Girls             | 全版本             | ★        |                          |
| 31st | 2013年05月22日  | 再見自由式 （）         | LOVE修行                  | 研究生                  | 劇場盤             |          |                          |
| 32nd | 2013年08月21日  | 戀愛的幸運餅乾 （恋するフォーチュンクッキー）     | 藍天咖啡廳 （青空カフェ）           |                         | 劇場盤             |          |                          |
| 33rd | 2013年10月30日  | 真心電流 （）           | 清純哲學 （清純フィロソフィー）             | Team 4                  | Type-4             | ★        |                          |
| 33rd | 2013年10月30日  | 真心電流 （）           | 只給你的Chu!Chu!Chu! （君だけにChu!Chu!Chu!） | 小瓢蟲Chu! （てんとうむChu!）         | Type-B             | ★        |                          |
| 34th | 2013年12月11日  | 倘若在梧桐樹什麼的 （） | Party is over             | AKB48                   | Type-A             | ★        |                          |
| 34th | 2013年12月11日  | 倘若在梧桐樹什麼的 （） | 選擇吧彩虹 （選んでレインボー）           | 小瓢蟲Chu!              | 剧场盘             |          |                          |
| 35th | 2014年02月26日  | 勇往直前 （前しか向かねえ）           | 比起昨天更喜歡你 （昨日よりもっと好き）     | Smiling Lions           | 全版本             | ★        |                          |
| 36th | 2014年05月21日  | 拉布拉多獵犬 （）       | 拉布拉多獵犬              |                         | 全版本             | ★        | A面曲 首次進入選拔組     |
| 36th | 2014年05月21日  | 拉布拉多獵犬 （）       | 芳心逃脫遊戲 （ハートの脱出ゲーム）         | Team 4                  | Type-4             | ★        |                          |
| 37th | 2014年08月27日  | 心之告示牌 （心のプラカード）         | 個性差的女生 （性格が悪い女の子）         | Future Girls            | Type-B             | ★        |                          |
| 38th | 2014年11月26日  | 希望無限 （）           | 現在、Happy （今、Happy）          | 玫瑰組                  | Type-A、劇場盤     | ★        | 首次擔任Center           |
| 38th | 2014年11月26日  | 希望無限 （）           | 睜大雙眼的初吻 （目を開けたままのファーストキス）       | Team 4                  | Type-D             | ★        |                          |
| 39th | 2015年03月04日  | Green Flash             | 初恋的雄蕊 （初恋のおしべ）           | 小瓢虫Chu! & 独角仙Chu! | 剧场版             |          |                          |
| 40th | 2015年05月20日  | 我們不戰鬥 （）         | 我們不戰鬥                |                         | 全版本             | ★        | A面曲                    |
| 40th | 2015年05月20日  | 我們不戰鬥 （）         | Summer side               | Selection 16            | 除Type-D           | ★        |                          |
| 40th | 2015年05月20日  | 我們不戰鬥 （）         | “男生”列入研究对象 （“ダンシ”は研究対象）   | 小瓢虫Chu!              | Type-A             | ★        |                          |
| 41st | 2015年08月26日  | Halloween Night （ハロウィン・ナイト）    | 再见冲浪板 （さよならサーフボード）           | Under Girls             | Type A、B 剧场盘   | ★        |                          |
| 42nd | 2015年12月09日  | 红唇Be My Baby （）     | 你你你... （君を君を君を…）            | 次世代选拔              | Type-A             | ★        |                          |
| 42nd | 2015年12月09日  | 红唇Be My Baby （）     | 好像、有点、突然 （なんか、ちょっと、急に…）     | Team 4                  | Type-D             | ★        |                          |
| 43rd | 2016年03月09日  | 你就是旋律 （君はメロディー）         | LALALA讯息 （LALALAメッセージ）           | AKB次世代选拔           | 全版本             | ★        |                          |
| 44th | 2016年06月01日  | 不需要翅膀 （）         | 不需要翅膀 （）           |                         | 全版本             | ★        | A面曲                    |
| 44th | 2016年06月01日  | 不需要翅膀 （）         | 沈思者 （考える人）               | Team 4                  | Type-B             | ★        | Center                   |
| 45th | 2016年08月31日  | LOVE TRIP/分享幸福 （） | LOVE TRIP                 |                         | 全版本             | ★        | A面曲                    |
| 45th | 2016年08月31日  | LOVE TRIP/分享幸福 （） | 分享幸福                  |                         | 全版本             | ★        | A面曲                    |
| 46th | 2016年11月16日  | High Tension （）       | High Tension              |                         | 全版本             | ★        | A面曲                    |
| 46th | 2016年11月16日  | High Tension （）       | 清純疲勞 （清純タイアド）             | 小瓢蟲Chu!              | Type-E             | ★        |                          |
| 47th | 2017年03月15日  | Shoot Sign （）         | Shoot Sign                |                         | 全版本             | ★        | A面曲                    |
| 47th | 2017年03月15日  | Shoot Sign （）         | 意外發生中 （アクシデント中）           | AKB48 U-19選拔          | Type-D、E          | ★        |                          |
| 47th | 2017年03月15日  | Shoot Sign （）         | 你最愛的 是誰？ （誰のことを一番 愛してる?）      | 坂道AKB                 | Type-E             | ★        |                          |
| 48th | 2017年05月31日  | 空有願望 （）           | 空有願望                  |                         | 全版本             | ★        | A面曲                    |
| 48th | 2017年05月31日  | 空有願望 （）           | 當代PARA （イマパラ）             |                         | 全版本             | [ 註 2 ] |                          |
| 48th | 2017年05月31日  | 空有願望 （）           | 瀨戶內之聲 （瀬戸内の声）           | STU48                   | 劇場盤             | ★        |                          |
| 49th | 2017年08月30日  | #就是喜歡你 （#好きなんだ）        | ＃就是喜歡你              |                         | 全版本             | ★        | A面曲                    |
| 50th | 2017年11月22日  | 11月的腳鏈 （）         | 11月的腳鏈                |                         | 全版本             | ★        | A面曲                    |
| 50th | 2017年11月22日  | 11月的腳鏈 （）         | 還好想起來了 （思い出せてよかった）         | STU48                   | Type-A             | ★        |                          |
| 50th | 2017年11月22日  | 11月的腳鏈 （）         | 預料外的故事 （予想外のストーリー）         | 主唱選拔                | 劇場盤             |          |                          |
| 51th | 2018年03月14日  | Ja-Ba-Ja （）           | Ja-Ba-Ja                  |                         | 全版本             | ★        | A面曲 首次擔任單曲Center |
| 51th | 2018年03月14日  | Ja-Ba-Ja （）           | 踏板與車輪的來時路 （ペダルと車輪と来た道と）   | STU48                   | Type A·B·C、劇場盤 | ★        |                          |
| 51th | 2018年03月14日  | Ja-Ba-Ja （）           | 無國境時代 （国境のない時代）           | 坂道AKB                 | Type-E             | ★        |                          |
| 52nd | 2018年05月30日  | Teacher Teacher         | Teacher Teacher           |                         | 全版本             | ★        | A面曲                    |
| 52nd | 2018年05月30日  | Teacher Teacher         | 貓過敏 （猫アレルギー）               | Team 4                  | Type D             | ★        |                          |
| 53rd | 2018年09月19日  | 感傷列車 （センチメンタルトレイン）           | 感傷列車                  |                         | 全版本             | ★        | A面曲                    |
| 54th | 2018年11月28日  | NO WAY MAN              | NO WAY MAN                |                         | 全版本             | ★        | A面曲                    |
| 55th | 2019年03月13日  | 回憶上心頭DAYS （）     | 回憶上心頭DAYS            |                         | 全版本             | ★        | A面曲                    |
| 55th | 2019年03月13日  | 回憶上心頭DAYS （）     | 必然性                    | IZ4648                  | Type C             |          |                          |
| 56th | 2019年09月18日  | 持續愛你 （サステナブル）           | 持續愛你                  |                         | 全版本             | ★        | A面曲                    |
| 57th | 2020年03月18日  | 感谢失恋 （）           | 感谢失恋                  |                         | 全版本             | ★        | A面曲                    |
| 57th | 2020年03月18日  | 感谢失恋 （）           | 直到再见面的那天          |                         | Type A             | ★        |                          |
| 57th | 2020年03月18日  | 感谢失恋 （）           | 爱过的人                  |                         | 剧场盘             |          | Center                   |
| 58th | 2021年09月29日  | 一切都成Rumor （根も葉もRumor）      | 一切都成Rumor             |                         | 全版本             | ★        | A面曲 Center             |
| 59th | 2022年05月18日  | 是前男友 （）           | 是前男友                  |                         | 全版本             | ★        | A面曲                    |
| 59th | 2022年05月18日  | 是前男友 （）           | 必須破壞的東西            |                         | 全版本             | ★        | 獨唱曲                   |
| 59th | 2022年05月18日  | 是前男友 （）           | 懦弱的樹懶                | Team A                  | Type-A             | ★        |                          |
| 60th | 2022年010月19日 | 久違的Lip Gloss （久しぶりのリップグロス）    | 久違的Lip Gloss           |                         | 全版本             | ★        | A面曲                    |

### STU48單曲
|     | 發行日期        | 單曲名稱               | 參與歌曲名稱                                    | 名義           | 收錄於 | MV | 備註                                   |
| --- | --------------- | ---------------------- | ----------------------------------------------- | -------------- | ------ | -- | -------------------------------------- |
| 1st | 2018年01月31日  | 暗闇                   | 暗闇                                            |                | 全版本 | ★  | A面曲                                  |
| 1st | 2018年01月31日  | 暗闇                   | STU48                                           |                | 全版本 |    | [ 註 3 ]                               |
| 1st | 2018年01月31日  | 暗闇                   | 直到哪天 有人對我說喜歡我為止                   |                | Type-G |    |                                        |
| 2nd | 2019年02月13日  | 等待微風               | 等待微風                                        |                | 全版本 | ★  | A面曲                                  |
| 2nd | 2019年02月13日  | 等待微風               | 出航                                            |                | 全版本 | ★  | 首次擔任STU48歌曲Center                |
| 2nd | 2019年02月13日  | 等待微風               | 制服的重量                                      | 20世纪出生成员 | Type-B |    |                                        |
| 3rd | 2019年07月31日  | 最喜歡的人             | 最喜歡的人                                      |                | 全版本 | ★  | A面曲                                  |
| 3rd | 2019年07月31日  | 最喜歡的人             | 青澀檸檬                                        | STU48 主唱選拔 | 劇場版 |    |                                        |
| 4th | 2020年01月29日  | 无谋的梦想永不醒来     | 无谋的梦想永不醒来                              |                | 全版本 | ★  | A面曲                                  |
| 5th | 2020年09月02日  | 谈个能够回忆的恋爱吧   | 谈个能够回忆的恋爱吧 （1期生、选秀3期生演唱版） |                | 全版本 | ★  | A面曲                                  |
| 6th | 2021年02月17日  | 如果只是在自言自语的话 | 如果只是在自言自语的话                          |                | 全版本 | ★  | A面曲                                  |
| 6th | 2021年02月17日  | 如果只是在自言自语的话 | 然后我不再是我                                  |                | 剧场盘 |    |                                        |
| 7th | 2021年010月20日 | 小孬孬們啊             | 小孬孬們啊                                      |                | 全版本 | ★  | A面曲                                  |
| 7th | 2021年010月20日 | 小孬孬們啊             | 後悔なんかあるわけない                          |                | TYPE A |    | 秋元康為奈奈解除兼任所寫歌曲，全員參加 |

- 標註有「★」符號者表示該首歌曲有拍攝對應的MV，且岡田奈奈也參與了影片拍攝。

### AKB專輯
- 3rd『次の足跡』中收錄
  - 《チーム坂 》 - 「Team 4」名義
  - 《スマイル神隠し》 - 「てんとうむChu !」名義

- 4th『ここがロドスだ、ここで跳べ!』中收錄
  - ダウンタウンホテル100号室
  - 涙は後回し - 「峯岸Team 4」名義

- 5th『0と1の間』中收錄
  - 泣き言タイム - 「Team 4」名義
  - てんとうむChu ! を探せ! - 「てんとうむChu !」名義

- 6th『サムネイル』中收錄
  - あの日の自分
  - コイントス - 岡田奈奈（第一首個人歌曲）

- 7th『僕たちは、あの日の夜明けを知っている』中收錄
  - 靴紐の結び方 - 封面選拔曲
  - 涙の表面張力 - 岡田奈奈、小嶋真子、高橋朱里、向井地美音

### 參加公演小組曲
- AKB48研究生「我的太陽」（僕の太陽）公演
  - 《我、朱麗葉與雲霄飛車》（僕とジュリエットとジェットコースター）
  - 《不要叫我偶像》（アイドルなんて呼ばないで）
- AKB48研究生「睡衣兜風」（パジャマドライブ）公演
  - 《无望之泪》（てもでもの涙）
  - 《镜中的圣女贞德》（鏡の中のジャンヌ・ダルク）
- Team 4 2nd Stage「手牽手」（手をつなぎながら）公演
  - 《雨珠钢琴师》（雨のピアニスト）

### 其他單曲
| 發行日期       | 單曲名稱                    | 參與歌曲名稱  | 名義 | 收錄於 | MV | 備註                                                       |
| -------------- | --------------------------- | ------------- | ---- | ------ | -- | ---------------------------------------------------------- |
| 2014年02月24日 | 與其溫柔不如給我一個吻 （やさしくするよりキスをして） | 微弱春風 （春風ピアニッシモ） |      | 全版本 | ★  | 猜拳大會冠軍、NMB48成員渡邊美優紀的個人出道單曲之搭配B面曲 |

- 標註有「★」符號者表示該首歌曲有拍攝對應的MV，且岡田奈奈也參與了影片拍攝。

## 戲劇作品

### 特別企劃
- 科幻少女連續劇系列「ADS77」－ 飾演 奈奈（ナナ）（主演）[註 4]

### 電視劇
- 女子高警察（日语：女子高警察）（富士電視台，2013年10月27日－2014年3月17日）：「小瓢蟲Chu!」主演電視連續劇
- 馬路須加學園4（日本電視台，2015年1月20日 - 3月31日）- 飾 僵硬（カタブツ）
- 馬路須加學園5（日本電視台、Hulu，2015年8月25日 - ）- 飾 僵硬
- 劇場霊からの招待狀（2015年10月19日，TBS電視台）飾 檜山花音
- AKBラブナイト 恋工場，第23話「恋空模様」（2016年7月14日、朝日電視台） - 飾 主演・真奈美
- 陪酒須加學園，（日本電視台、Hulu，2016年10月30日 - 2017年1月15日） - 飾 僵硬/比目魚（カタブツ/カレイ）
- 奪い愛、高校教師（2021年12月28日 - 12月31日、朝日電視台） - 飾 星野灯

### 舞台劇
- 「AKB49〜恋愛禁止条例〜」（2014年9月11日 - 16日、AiiA Theater Tokyo） - 飾 水野春子
- 「マジすか学園 〜京都・血風修学旅行〜」（2015年5月14日 - 19日、AiiA 2.5 Theater Tokyo） - 飾 沖田
- 絢爛とか爛漫とか（2016年4月9日 - 15日、品川プリンスホテル クラブeX） - 飾 野村文香
- 舞台 マジすか学園 〜Lost In The SuperMarket〜（2016年7月25日 - 8月5日、赤坂ACTシアター） - 飾 カタブツ
- 玲奈七劇團（劇団れなっち）「羅密歐與茱麗葉」（ロミオ&ジュリエット）（2018年5月9日 - 13日、AiiA 2.5 Theater Tokyo） - 飾 茱麗葉（ジュリエット)（白組）
- 舞台版「マジムリ学園」（2018年10月19日 - 28日、日本青年館ホール） - 與小栗有以雙主演・飾 ネロ
- 博多座開場20周年記念公演「仁義なき戦い〜彼女（おんな）たちの死闘編〜」（2019年11月16日 - 24日、博多座） - 飾 広能昌三
- 舞台「マジムリ学園-LOUDNESS」（2021年8月20日 - 29日、品川プリンスホテル ステラボール） - 主演・飾 ネロ
- Reading Pop『青い鳥』〜メーテルリンク『青い鳥』より〜（2022年2月3日 - 6日、ヒューリックホール東京） - 主演・飾 チルチル（Femme ver.）
- 『弥生、三月-君を愛した30年』（2022年4月21日 - 24日、東京：サンシャイン劇場 / 4月28日・29日、京都：京都劇場 / 5月5日、名古屋：名古屋市公会堂 / 5月7日・8日、大阪：サンケイホールブリーゼ） - 飾 渡辺サクラ
- MAGI魔奇少年-『マギ』-迷宮組曲-（2022年6月3日 - 12日、天王洲 銀河劇場 / 6月18日・19日、森ノ宮ピロティホール）- 飾 モルジアナ
- MAGI魔奇少年-『マギ』第二弾-巴貝多狂想曲-（2023年6月9日 - 18日、品川プリンスホテル ステラボール / 6月24日・25日、森ノ宮ピロティホール）- 飾 モルジアナ

### 朗讀劇
- 腎上腺素之夜（2015年10月9日，東京六本木 Zepp Blue Theater）

## 電視節目

### 綜藝節目
- 《未來☆怪物》（2022年1月9日 - 2023年4月2日）  - MC

### 紀錄片
- 《AKB48裏ストーリー 岡田奈々19歳、夢の代償》（2016年11月24日，TBS）

## 寫真集
- 岡田奈奈第一本寫真集『飾らない宝石』（2018年2月27日、ワニブックス）

## 雜誌
| 出版日期       | 雜誌名稱                               | 出版社         | 參與部分            | 其他參與成員                                         |
| -------------- | -------------------------------------- | -------------- | ------------------- | ---------------------------------------------------- |
| 2012年11月05日 | B.L.T. U-17 Vol.24                     | 東京新聞通信社 |                     | 橋本耀、小嶋真子、前田美月、西野未姬、內山奈月       |
| 2012年11月12日 | AKB48×週刊Playboy 2012                 | 集英社         |                     | 橋本耀、小嶋真子、前田美月、西野未姬、內山奈月       |
| 2013年03月23日 | UTB+ vol.13                            | WANI BOOKS     |                     | 小嶋真子、西野未姬                                   |
| 2013年06月29日 | ENTAME 2013年8月號                     | 德間書店       |                     | 峯岸南、相笠萌、岩立沙穗、茂木忍、小嶋真子、西野未姬 |
| 2013年08月05日 | B.L.T. U-17 Vol.27                     | 東京新聞通信社 | "No pain, No gain?" | 相笠萌、村山彩希、高島祐利奈、小嶋真子、西野未姬     |
| 2013年09月30日 | ENTAME 2013年11月號                    | 德間書店       |                     | 小嶋真子、西野未姬                                   |
| 2013年11月09日 | BOMB 2013年12月號                      | 學研Publishing |                     | 小嶋真子、西野未姬                                   |
| 2013年11月18日 | 週刊Playboy 2013年no.48                | 集英社         |                     | 小嶋真子、西野未姬                                   |
| 2013年11月30日 | BUBKA 2014年1月號                      | 白夜書房       |                     | 小嶋真子、西野未姬                                   |
| 2013年11月30日 | ENTAME 2014年1月號                     | 德間書店       |                     | 岩立沙穗、高島祐利奈、西野未姬                       |
| 2013年12月17日 | Gravure The Television Vol.31          | KADOKAWA       |                     | 小嶋真子、西野未姬                                   |
| 2014年01月29日 | Anican R Yanyan!! 特別號 Next Ace 2014 | 音樂出版社     |                     | 小嶋真子、西野未姬                                   |
| 2014年04月24日 | B.L.T. 2014年6月號                     | 東京新聞通信社 |                     | 西野未姬                                             |
| 2014年05月09日 | B.L.T. U-17 Vol.30                     | 東京新聞通信社 | "Parade Goes on"    | 西野未姬、込山榛香、向井地美音、大川莉央、土保瑞希   |

## 外部鏈結
- AKB48 官方资料 （页面存档备份，存于）
- STU48 官方资料 （页面存档备份，存于）
- 岡田奈々 （页面存档备份，存于） - 755
- 岡田 奈々的X（前Twitter）
- 岡田奈々的Instagram帳戶
- 岡田 奈々（AKB48 チーム4）的SHOWROOM專頁
- 岡田奈々 （页面存档备份，存于） - AKB48 Google+存档博客
- YouTube上的ゆうなぁもぎおんチャンネル頻道（2020年1月21日 - ）
- YouTube上的岡田奈々の落とし穴チャンネル頻道